# Мамоново (Клепиковский район)
Мамоново — деревня в составе Ненашкинского сельского поселения Клепиковского района Рязанской области. На 2020 год в Мамоново улиц не числится.

## География
Находится в 5 км от озера Великое, в 7 км от болота Ширна, в 6 км от болота Ленковское, в 21 км к северу от города Спас-Клепики, высота центра селения над уровнем моря — 125 м.

## Население
| 2010 |
| ---- |
| 0    |

## История
На карте Рязанского наместничества из атласа горного училища 1792 года деревни ещё нет, на карте Менде 1850 года в Мамоново Прудковской волости Касимовского уезда Рязанской губернии обозначено 29 дворов. В 1919 году уезд преобразован Спас-Клепиковский уезд, с 1929 — Касимовский район Рязанского округа Центральнопромышленной области (позднее — Московской). С 1935 года деревня в Клепиковском районе, в 1937 году переданном во вновь образованную Рязанскую область.